# Liste der Kulturdenkmäler in Kesten
In der Liste der Kulturdenkmäler in Kesten sind alle Kulturdenkmäler der rheinland-pfälzischen Ortsgemeinde Kesten aufgeführt. Grundlage ist die Denkmalliste des Landes Rheinland-Pfalz (Stand: 10. August 2023).

## Einzeldenkmäler
| Bezeichnung                       | Lage                               | Baujahr                  | Beschreibung                                                                                            | Bild                           |
| --------------------------------- | ---------------------------------- | ------------------------ | --- | ------------------------------ |
| Himmeroder Hof                    | Am Herrenberg 1 Lage               | 1716                     | Hauptgebäude und Hoftor des ehemaligen Himmeroder Hofes, 1716                                           | Fotos hochladen                |
| Wohnhaus                          | Am Herrenberg 3a Lage              | um 1700                  | Fachwerkhaus, teilweise massiv, wohl um 1700; Nischenrelief, 17. oder 18. Jahrhundert                   | Fotos hochladen                |
| Wohnhaus                          | Am Herrenberg 5 Lage               | 1755                     | Fachwerkhaus, teilweise massiv, verputzt, auf trapezförmigem Grundriss, bezeichnet 1755                 | Fotos hochladen                |
| Quereinhaus                       | Am Herrenberg 10 Lage              | 1784                     | Mansarddachbau, bezeichnet 1784 und 1879                                                                | Fotos hochladen                |
| Wohnhaus                          | Am Herrenberg 19a Lage             | 17. oder 18. Jahrhundert | Fachwerkhaus, teilweise massiv, 17. oder 18. Jahrhundert                                                | Fotos hochladen                |
| Katholische Pfarrkirche St. Georg | Am Herrenberg 22c Lage             | 1753                     | Saalbau, 1753, Westturm 1813; Missionskreuz, Sandstein, bezeichnet 1757, renoviert 1859                 | weitere Bilder Fotos hochladen |
| Wohnhaus                          | Burgstraße 4 Lage                  | 1672                     | ehemaliges Burghaus; stattlicher dreigeschossiger Bau, teilweise Fachwerk, Treppenturm, bezeichnet 1672 | Fotos hochladen                |
| Bildstock                         | Eiermarkt, bei Nr. 3 Lage          | 1686                     | barocker Kreuzigungsbildstock, bezeichnet 1686                                                          | Fotos hochladen                |
| Schwalbenhaus                     | Paulinstraße 7 Lage                | 1789                     | Fachwerkbau, teilweise massiv, bezeichnet 1789, Eckerker bezeichnet 1684, Fachwerk-Wirtschaftsgebäude   | Fotos hochladen                |
| Wohnhaus                          | Paulinstraße 11 Lage               | 1672                     | Massivbau, gekuppelte Fenster, polygonaler Treppenturm, bezeichnet 1672                                 | Fotos hochladen                |
| Paulinshof                        | Paulinstraße 14 Lage               | 1716                     | Hofanlage mit Wohnhaus, Wirtschaftsgebäude, Einfriedungsmauer; Oberlichteingang, bezeichnet 1716        | Fotos hochladen                |
| Wohnhaus                          | Paulinstraße 20 Lage               | um 1850                  | siebenachsiger spätklassizistischer Massivbau, Mittelrisalit, um 1850                                   | Fotos hochladen                |
| Nikolauskapelle                   | südlich des Ortes an der K 53 Lage |                          | Ausnischung einer Weinbergsmauer                                                                        | Fotos hochladen                |
| Wegekreuz                         | südwestlich des Ortes im Wald Lage | 1738                     | barockes Schaftkreuz, bezeichnet 1738                                                                   | BW                             |